# Обменно взаимодействие
Обменното взаимодействие е квантовомеханичен ефект, възникващ между тъждествени частици. При него вълновата функция, описваща две неразличими частици трябва да остане непроменена (симетрична) или обърната по знак (обратносиметрична), ако означенията на двете частици се разменят.
Така в някои атоми с нечетен брой електрони (например на феромагниттните елементи като желязо) се съдържат несдвоени електрони и поне един некомпенсиран спинов магнитен диполен момент. Орбиталите на съседно разположени атоми се припокриват и състоянието с най-ниска енергия е онова, при което спиновете на несдвоените електрони са паралелни.